# Raymond Coumont
Raymond Coumont (Paliseul, 15 juli 1944) is een voormalig Belgisch syndicalist en bestuurder.

## Levensloop
Coumont, sinds de jaren 70 syndicaal actief, stond samen met José Happart (Action Fouronnaise) en Robert Gillon (FGTB) in 1980 aan de wieg van Wallonie-Fourons. 
In 1981 werd hij actief bij de CNE, waar hij vanaf 1984 verantwoordelijk was voor de gewesten Brussel en Waals-Brabant. In 2001 werd hij aangesteld als algemeen secretaris van de CNE, de Waals-Brusselse tegenhanger van de LBC-NVK, een functie die hij uitoefende tot 2009. Daarnaast werd hij in 2005 aangesteld als voorzitter van het Waals ACV in opvolging van Claude Rolin, een functie die hij uitoefende tot 2009. Hij werd in deze hoedanigheid opgevolgd door Jean-Marie Constant.
In september 2011 kreeg hij de onderscheiding van officier in de Waalse verdienste.